# یوهان هوسون شلگرین
یوهان هوسون شلگرین (سوئدی: Johan H:son Kjellgren؛ زادهٔ ۶ ژانویهٔ ۱۹۵۹) بازیگر اهل سوئد است.
از فیلم‌هایی که وی در آن نقش داشته‌است، می‌توان به ریمیکس و هیپ هیپ هورا! اشاره کرد.